# Helba (Meiningen)
Helba ist ein Stadtteil der Kreisstadt Meiningen im Süden des Freistaates Thüringen. Zum Ort gehört das drei Kilometer entfernte ehemalige Gut Johannisberg.
Helba liegt rund drei Kilometer nordöstlich von der Innenstadt in der Nähe des Dolmar an der Bundesstraße 19 (Eisenach–Meiningen), gleichzeitig Autobahnzubringer zur A 71/AS Meiningen-Nord. Durch das ehemalige Dorf fließt das gleichnamige Flüsschen Helba zur Werra.

## Geschichte
Helba wurde am 9. Mai 1259 (Helbe) erstmals urkundlich erwähnt. Es bestand zunächst aus einem Niederhelba und einem Oberhelba, Letzteres wurde 1444 zur Wüstung. Der Ort gehörte zur würzburgischen Exklave Meiningen. 1361 wurde eine Kapelle zugehörig der Pfarrei Meiningen errichtet, die 1600 abgerissen wurde. Eine neue Dorfkirche erbaute man 1601. Ab 1685 existierte eine eigene Pfarrei gemeinsam mit Welkershausen. 1619 entstand ein Gut mit Herrenhaus. Dieses kam 1811 in den Besitz des Meininger Herzoghauses. Der Pädagoge Friedrich Fröbel beabsichtigte 1828 mit dem Helba-Plan, hier eine Erziehungsanstalt zu gründen. Dieser Plan scheiterte jedoch.
Von 1884 bis 1885 wurde die heutige Kirche Helba unter Hofbaumeister Albert Neumeister erbaut, die am 14. Juni 1885 geweiht wurde. 1905 gründete sich der Helbaer Turnverein. Bis in die 1920er Jahre bauten die Helbaer Wein an, den sogenannten Debertshäuser Hinterhand. Die Eingemeindung nach Meiningen erfolgte am 16. Oktober 1923. 1949 hatte Helba 557 Einwohner, darunter 104 Neubürger aus den ehemaligen deutschen Ostgebieten. 1958 gründeten 21 Bauern eine Landwirtschaftliche Produktionsgenossenschaft.
In Helba lebten am 31. Dezember 2018 273 Einwohner.

## Persönlichkeiten
- Karl August Joseph Friedrich von Bose (1763–1826), sächsischer Generalmajor, später preußischer Generalleutnant
- Andreas Völler (1833–1859), Mathematiker[4]

## Bilder

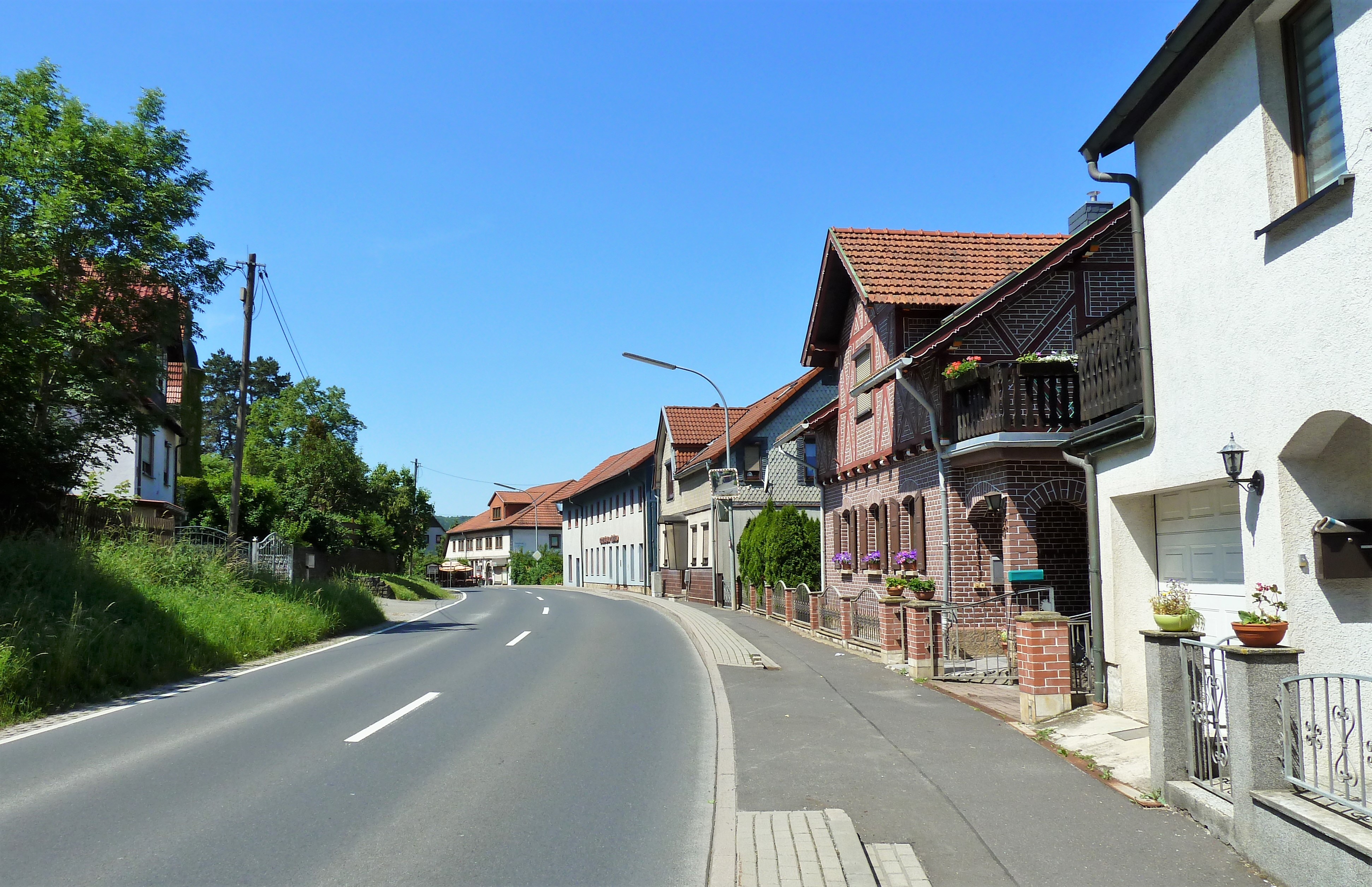
Dolmarstraße (B19) in Helba
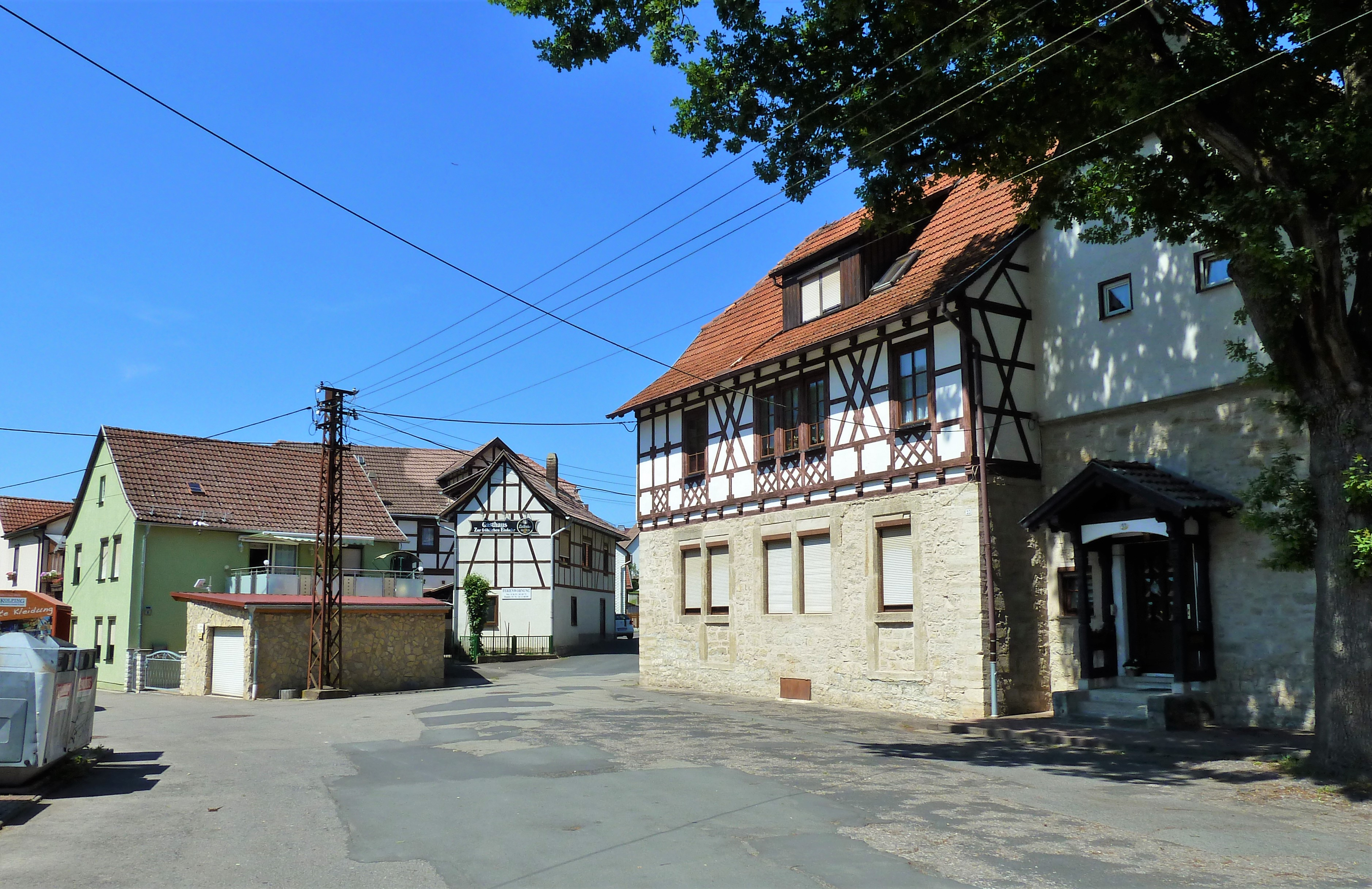
Am Anger im Ortszentrum
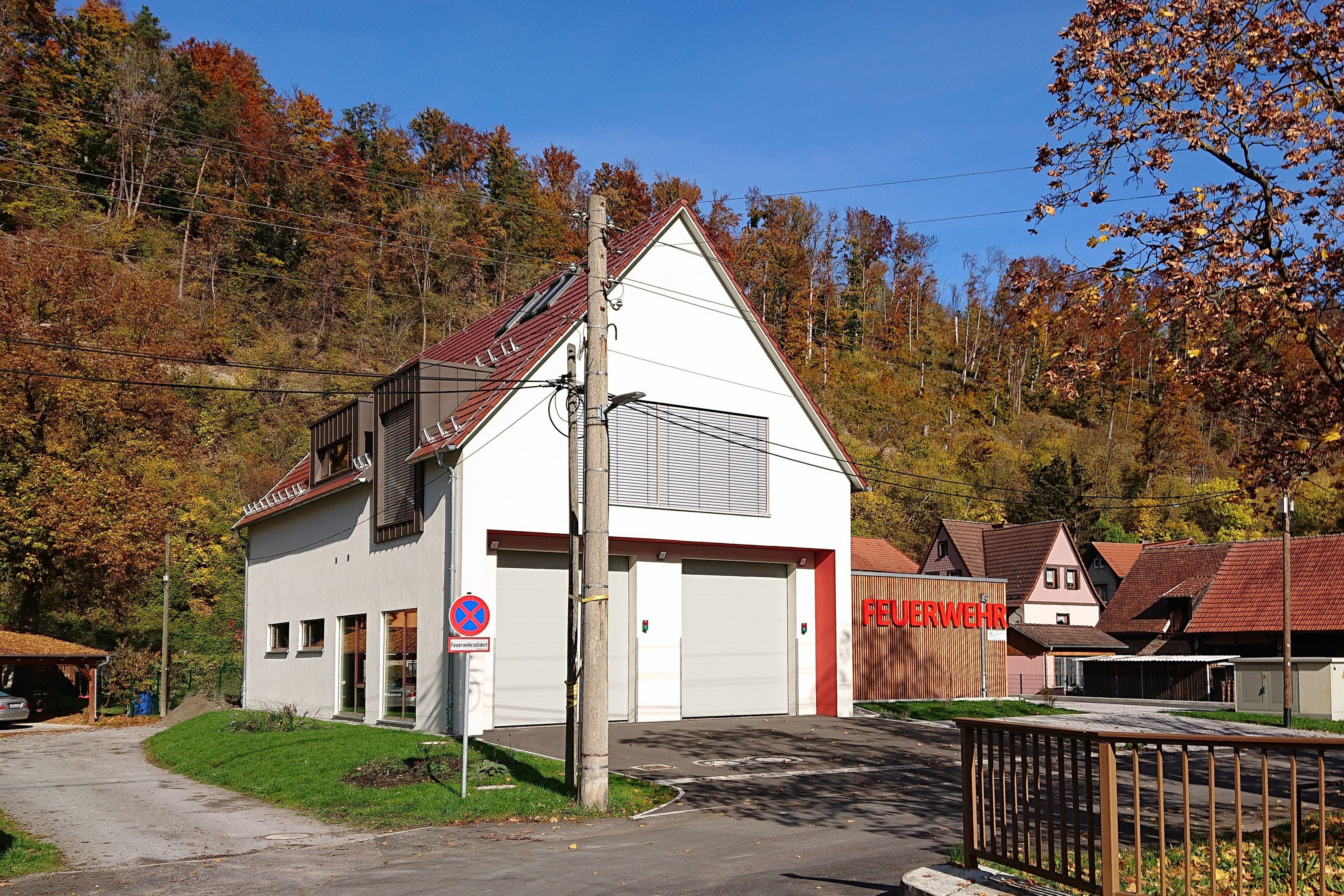
Feuerwehr Meiningen – Wache 2 Helba
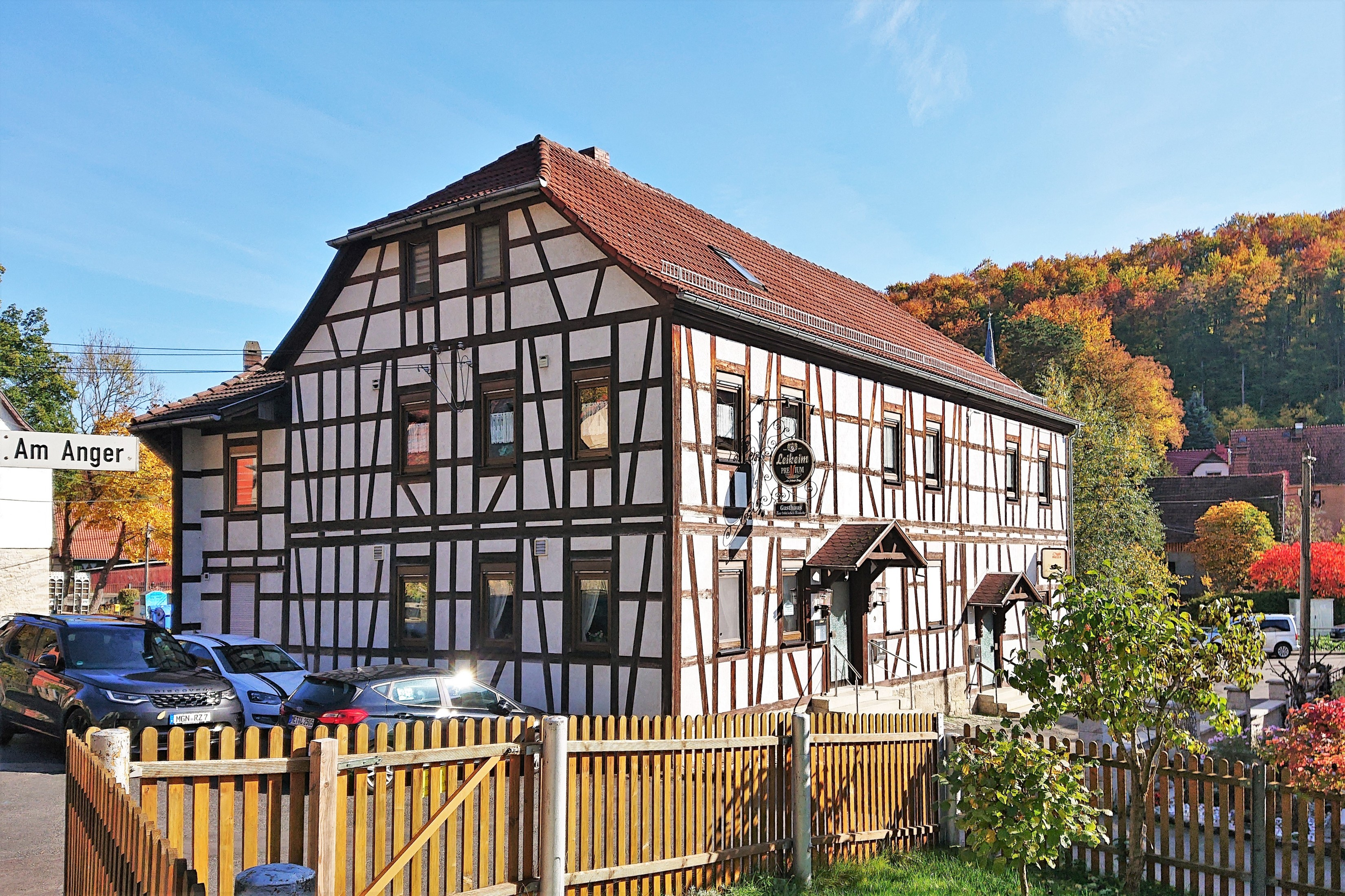
Gasthaus „Zur Fröhlichen Einkehr“
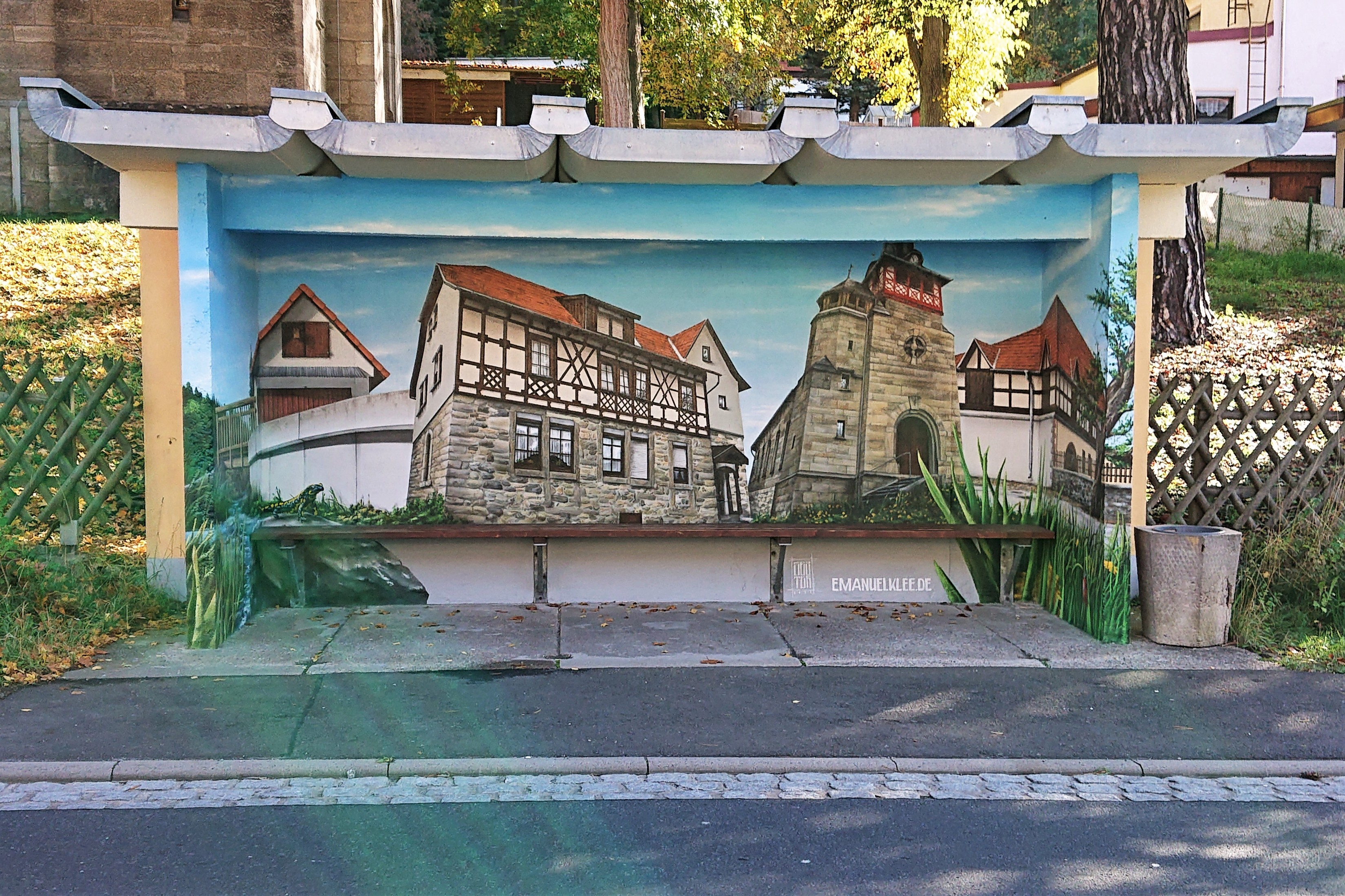
Buswartehäuschen